# コスタ・フォーチュナ
コスタ・フォーチュナ（Costa Fortuna）は、コスタ・クルーズが運航しているクルーズ客船。

## 概要

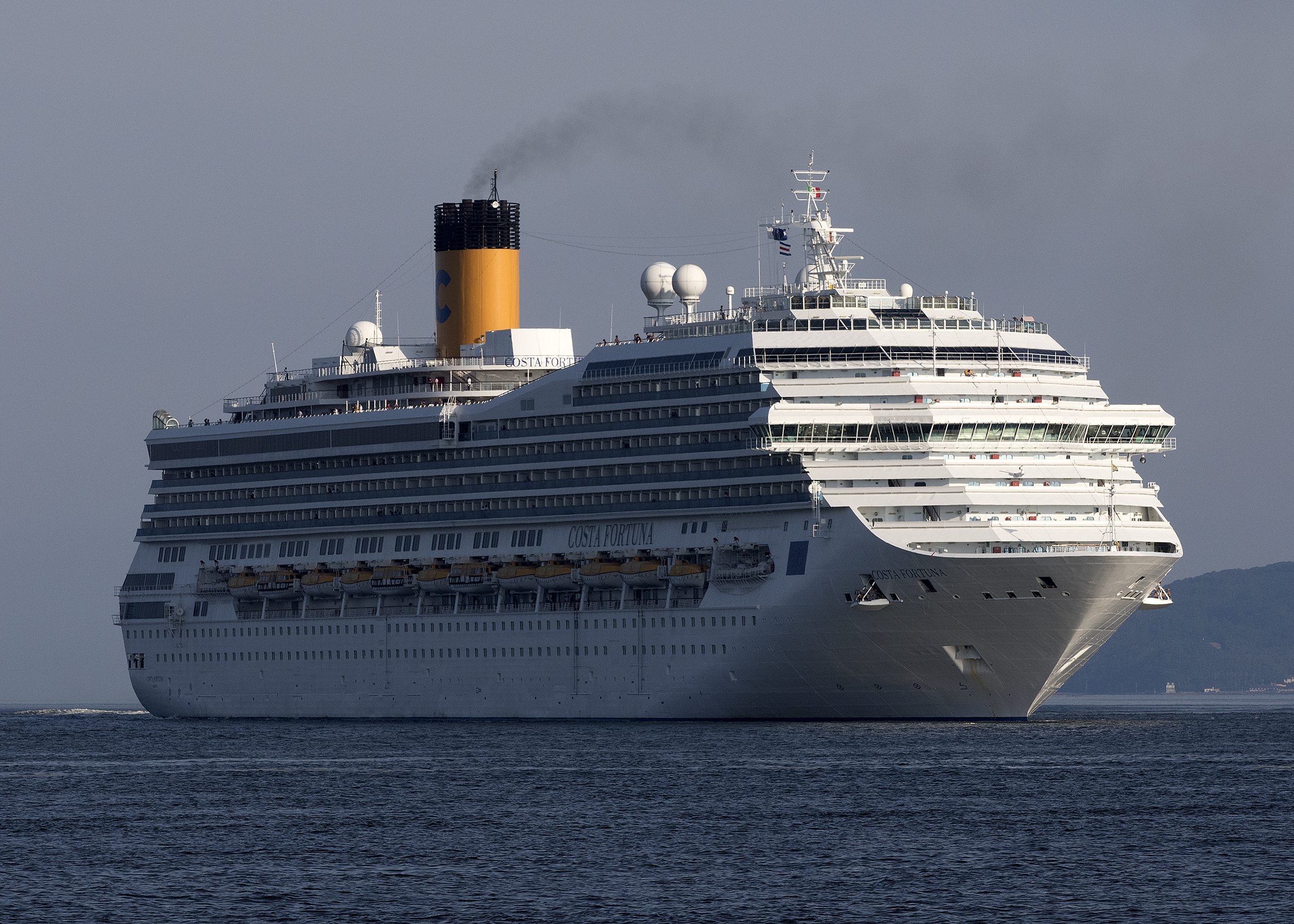
コスタ・フォーチュナ 2016年7月5日 博多港にて

コスタ・フォーチュナ級の1番船で、2003年11月14日、イタリアのフィンカンティエリ社セストリ・ポネンテ工場で竣工。船価は4億6百万ドル。
客室は全部で1,358室あり、そのうちの857室が海側に面している。
11月25日より地中海クルーズに就航した。
本船はカーニバル・クルーズ・ラインのカーニバル・デスティニー級とほぼ同型で、
コスタ・クルーズでは初の超10万総トン客船であった。
その後同型の2番船が2004年に建造された。

## 同型船
- 2番船　「コスタ・マジカ（Costa Magica）」

2004年10月29日竣工。